# Ђанкарло Физикела
Ђанкарло Физикела (итал. Giancarlo Fisichella; 14. јануар 1973) италијански је аутомобилиста и возач формуле 1 у периоду од 1996. до 2009. године

## Биографија
Ђанкарло Физикела је рођен 14. јануара 1973. године у Риму, Италија.
У својој младости је возио картинг, а од 1992. године је возио у италијанском Формула 3 шампионату.
Године 1994. је успео и да тријумфује.
У сезони 1995. је направио кратак излет у трке класичних возила, али се потом вратио у Формула 1 такмичење.
Ожењен је Луном и има двоје деце, Карлоту и Кристофера.

## Формула 1
1996. - Минарди
Ђанкарло је дебитовао на ВН Аустралије 1996. године возећи за тим Минардија.
Како су тиму били потребни спонзори, на средини сезоне, без освојеног поена он је замењен другим возачем.
1997. - Џордан
Следећу сезону је прешао да возиза тим славног Едија Џордана.
На ВН Канаде је успео да оствари свој први пласман међу три најбржа возача.
1998—2001. - Бенетон
Његов прелазак у Бенетон се поклопио са Реноовим напуштањем Ф1 такмичења, па је и Бенетон остао без добрих мотора.
Успевао је неколико пута да дође до подијума, али то је био максимум у тим сезонама.
2002—2003. - Џордан
Незадовољан својим претходним тимом, Физикела се вратио у Џордан.
Ипак, болиди Џордана никад нису били међу бржима, па ни Физикела није ни у Џордану остварио значајне резултате.
Ипак, на ВН Бразила 2003. године, у врло чудној трци Физикела је освојио своју прву велику награду. Та трка је прекинута 15 кругова пре краја због потопа на стази, пехар је додељен Раиконену, али накнадно је утврђено да га је ипак требало доделити Физикели.
2004. - Заубер
Физикела је у сезони 2004. возио за Заубер. Надао се да ће му то отворити врата ка тиму Ферарија који је у том тренутку био шампионски тим, и који је снадбевао моторима тим Заубера.
Физикела је возио солидно целу сезону и био је бољи од свог тимског колеге Фелипа Масе.
2005—2007. - Рено
Добри резултати су нагнали Флавија Бриатореа да га ангажује за Рено да вози уз Фернанда Алонса.
На отварању сезоне у Мелбурну, Физикела је успео да освоји ВН Аустралије.
Ипак разлике између њега и Алонса је била очигледна, и Физикела није успео да понови овај успех до краја сезоне.
Најбилжи је био томе на ВН Јапана, али га је Раиконен престигао у последњем кругу.
Ипак, његови резултати су допринели да Рено освоји конструкторску титулу за ту сезону, што је уз Алонсову возачку титулу, употпунило славље Бенетона.
Сезона 2006. је била слична. Након победе у другој трци сезоне на ВН Малезије, Физикела је наставио са добрим вожњама, али ипак слабијим од својег тимског колеге Фернанда Алонса.
И ова сезона се завршила дуплим слављем Реноа и Алонса.
Физикела је сезону завршио као четврти, што је његов најбољи успех у каријери.
У 2007. након одласка Алонса, Физикела је за колегу добио Ковалаинена, а касније Нелсона Пикеа јуниора.
Ипак болиди Реноа су ове сезоне били значајно слабији, тако да је Физикела завршио сезону без значајнијих резултата и као осми у генералном пласману.
2008—2009. - Форс Индија
У сезони 2008. Физикела је прешао да вози за тим Форс Индија, тим који је настао на основама тима Џордан.
Због неконкурентних болида Физикела је сезону завршио без бодова, али је тим одлучио да га задржи и за сезону 2009.

## Преглед каријере
| сезона | тим         | трка | пол п. | подијума | победа | бодова | пласман |
| ------ | ----------- | ---- | ------ | -------- | ------ | ------ | ------- |
| 1996.  | Минарди     | 8    | 0      | 0        | 0      | 0      | -       |
| 1997.  | Џордан      | 17   | 0      | 2        | 0      | 20     | 8.      |
| 1998.  | Бенетон     | 16   | 1      | 2        | 0      | 16     | 9.      |
| 1999.  | Бенетон     | 16   | 0      | 1        | 0      | 13     | 9.      |
| 2000.  | Бенетон     | 17   | 0      | 3        | 0      | 18     | 6.      |
| 2001.  | Бенетон     | 17   | 0      | 1        | 0      | 8      | 11.     |
| 2002.  | Џордан      | 17   | 0      | 0        | 0      | 7      | 11.     |
| 2003.  | Џордан      | 16   | 0      | 1        | 1      | 12     | 12.     |
| 2004.  | Заубер      | 18   | 0      | 0        | 0      | 22     | 11.     |
| 2005.  | Рено        | 19   | 1      | 3        | 1      | 58     | 5.      |
| 2006.  | Рено        | 18   | 1      | 5        | 1      | 72     | 4.      |
| 2007.  | Рено        | 17   | 0      | 0        | 0      | 21     | 8.      |
| 2008.  | Форс Индија | 18   | 0      | 0        | 0      | 0      | 19.     |